# PH1
PH1（Planet Hunters 1），或稱為克卜勒64b（Kepler-64b）是一顆環繞四重星系統內其中一組聯星的環聯星運轉行星。該行星是由參與行星獵人計畫的兩位業餘天文學家在一組各國天文學家中來自耶魯大學的成員幫助下分析來自克卜勒太空望遠鏡的資料發現。該行星於2012年10月15日宣布發現，是以凌日法在四重星系統中發現的第一顆行星，也是在四重星系統中發現的首顆環聯星運轉行星，更是四重星系統中發現的第一顆行星。該行星也是行星獵人計畫確認發現的第一顆行星。

## 發現

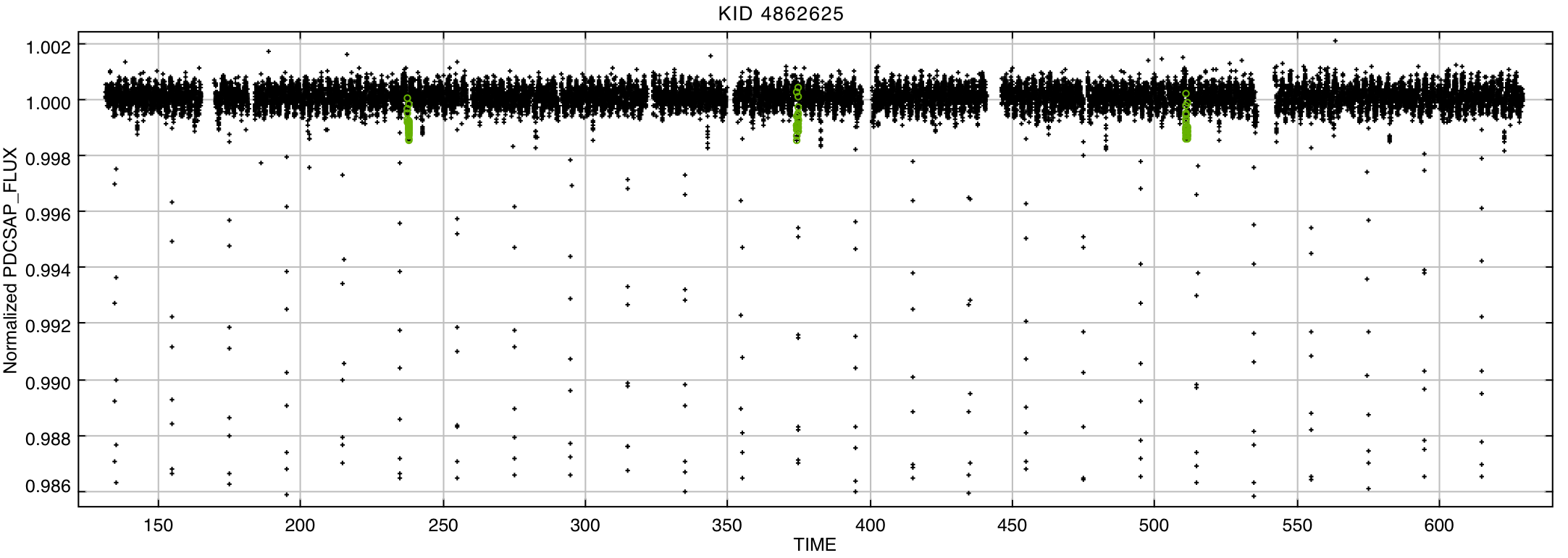
發現 PH1 的光變曲線，該資料顯示了 KIC 4862625 中的前三次凌星。

住在美國加州舊金山的易建仁（粤语：Jek Kian Jin，英文媒体作 Kian Jek，易潤堂之子）和亞利桑那州卡頓的羅伯特·嘉里安諾（Robert Gagliano）在克卜勒太空望遠鏡觀測資料中找到了行星存在的特徵，並且向參與計畫的牛津大學教授克里斯·林托特報告。易建仁在2011年5月首次標定代表凌星的光度下降，並在易建仁報告後不久，嘉里安諾進行系統化研究並在2012年2月確認了第二個和發現第三個凌星。而易建仁以之前的資料預測另一次凌星並確認該現象發生。PH1 發現時是第6個確認的環聯星運轉行星。

## 系統狀況
PH1是一顆體積相當於海王星的巨大行星，質量大約是地球的20到55倍，半徑是地球的6.2倍，距離地球約5000光年。PH1環繞著一對成員星之間距離相當近的聯星系統，並且有另一組聯星在相當遠的距離環繞PH1所環繞的聯星，因此成為四重星系統。這個恆星系統在克卜勒任務的目錄中編號為「KIC 4862625」，即克卜勒64。系統中 PH1 環繞的距離相當近的聯星系統（後綴 Aa+Ab）兩者軌道週期20日，因此是食雙星。兩顆恆星中Aa星是1.5倍太陽質量的黃-白矮星，光譜型 F。而 Ab 星則是質量為 0.41 倍太陽的光譜 M 型紅矮星。PH1環繞該聯星系統的週期是137日。系統中兩個聯星系統相距1000天文單位，並有一個測光動力學模型被用來建立近距離聯星的行星系統。另一組距離很遠的聯星系統（後綴 Ba+Bb）的成員星之間距離60天文單位，由質量為太陽99%的黃矮星和51%太陽質量的紅矮星組成。這個四重星系統的年齡預估約90億年。該系統的座標是赤經19h 52m 51.624s，赤緯+39° 57′ 18.36″，在2MASS目錄中被編號為「2MASS 19525162+3957183」。

## 延伸閱讀
- Discovery Announcement: PlanetHunters.org, "PH1 : A planet in a four-star system"（页面存档备份，存于）, 15 October 2012 (accessed 20 October 2012)
- Discovery Paper: arXiv. "Planet Hunters: A Transiting Circumbinary Planet in a Quadruple Star System", Megan E. Schwamb, Jerome A. Orosz, Joshua A. Carter, William F. Welsh, Debra A. Fischer, Guillermo Torres, Andrew W. Howard, Justin R. Crepp, William C. Keel, Chris J. Lintott, Nathan A. Kaib, Dirk Terrell, Robert Gagliano, Kian J. Jek, Michael Parrish, Arfon M. Smith, Stuart Lynn, Robert J. Simpson, Matthew J. Giguere, Kevin Schawinski, 2012 October, arXiv:1210.3612 ; Bibcode：2012arXiv1210.3612S ;

## 外部連結
- NASA JPL, "Citizens Discover Four-Star Planet with NASA's Kepler"（页面存档备份，存于）, Whitney Clavin, 15 October 2012 (accessed 20 October 2012)